# Muslim American Society
Pour les articles homonymes, voir Musulmans (homonymie).
La Muslim American Society (MAS) est une organisation à but non lucratif fondée en 1993 et basée à Falls Church, en Virginie. MAS est un mouvement dans la mouvance des Frères musulmans,.

## Objectifs
Selon son site internet, la société est officiellement une « organisation dynamique charitable, religieuse, sociale, culturelle et éducative » avec plus de 50 chapitres à travers les États-Unis. Au cours des deux dernières décennies, l'organisation a évolué pour devenir « un mouvement populaire reconnu au niveau national » qui vise à promouvoir la participation active des musulmans américains dans leurs communautés à travers les États-Unis.

## Histoire
La MAS a été créée par les Frères musulmans après un débat interne entre les membres de la société secrète aux États-Unis sur l'opportunité de rester sous terre ou d'avoir un visage public,. 
La MAS a demandé à ses membres de s'évader des questions sur les liens du groupe avec les Frères musulmans, et de définir le djihad comme un « droit divin légal » des musulmans à être utilisé pour la défense et la propagation de l'Islam. Les leaders de la MAS ont dit que ces points de vue ne sont pas maintenant tenus par les leaders de la MAS.
À cet effet, et souvent en coopération avec d'autres organisations, la MAS offre des opportunités pour engager les musulmans américains à participer à une variété d'expériences sociales, incluant le service communautaire, les programmes interconfessionnels et de jeunesse, l'activisme civique et politique. 
La Mission de la MAS est de perfectionner l'individu en société en conférant la connaissance islamique qui pourrait « mobiliser les gens à lutter pour la conscience de Dieu, la liberté et la justice » dans la direction d'une « société américaine vertueuse et juste ».